# 1983年の出版
1983年の出版（1983ねんのしゅっぱん）では、1983年の出版に関する出来事についてまとめる。

## 出版関係の出来事
出版社の設立・倒産、雑誌の創刊・休刊・ミリオンセラーの出版などの記載。特記した場合を除き、創刊・休刊・廃刊・復刊の日付はそれぞれの創刊号・最終号・復刊号の発売日である。

### 1月
- 1日-東京ニュース通信社のテレビ雑誌『月刊TVガイドビデオコレクション」を創刊。[1]
- 21日-ネコ・パブリッシングの鉄道趣味雑誌『レイルマガジン』を創刊。

### 2月
- 勁文社のオーディション雑誌『デビュー』を創刊。[2]

### 3月
- 16日-学習研究社のテレビ情報誌『TV  LIFE』を創刊。[3]

### 5月
- 講談社のファッション雑誌『ViVi』を創刊。

### 6月
- 15日 - 影書房設立

### 8月
- 笠倉出版社の漫画雑誌『コミックマルガリータ』を創刊。